# صوت واحد قابل للتحويل

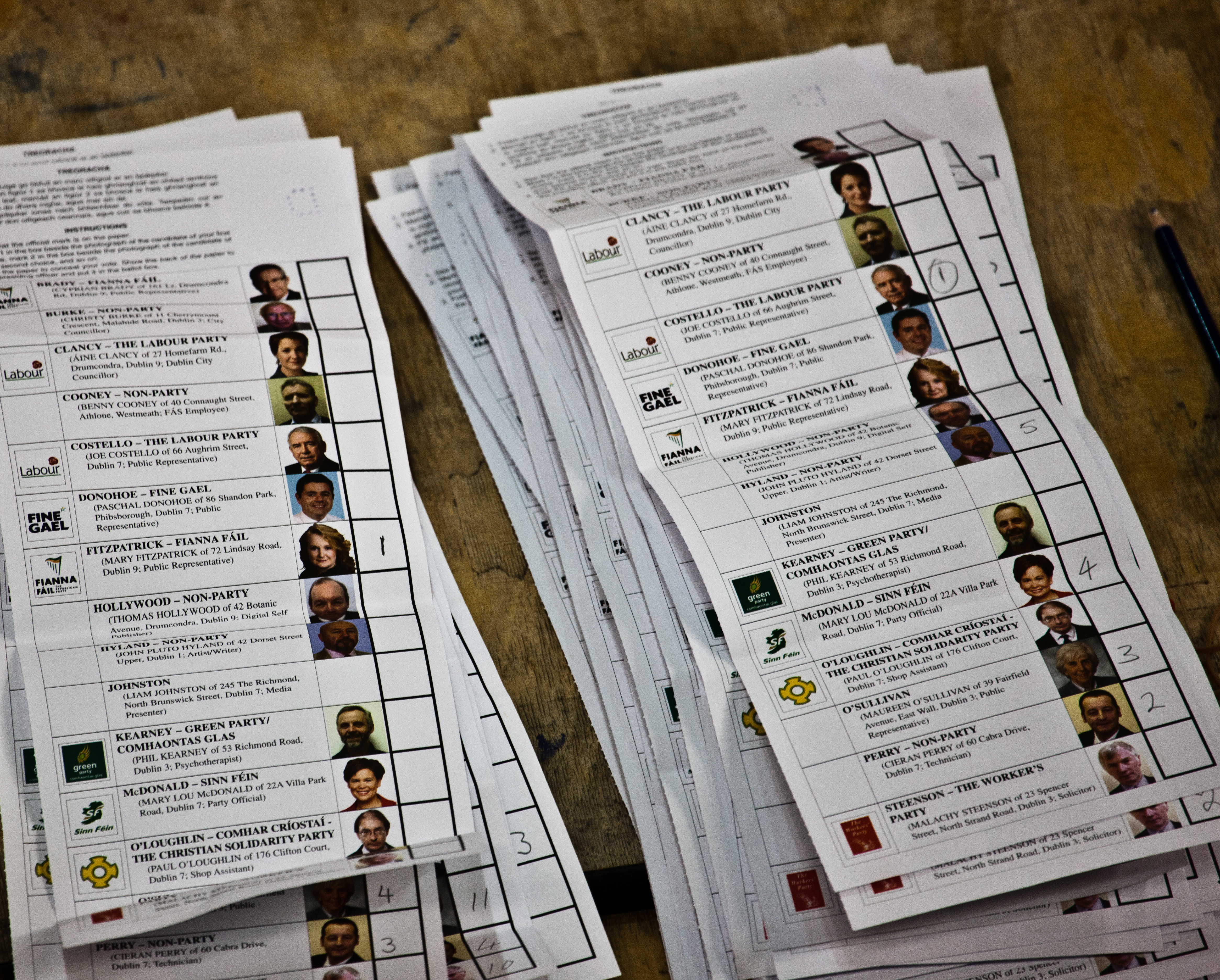
الانتخابات الأيرلندية 2011

التصويت الواحد القابل للتحويل هو نظام انتخابي يرمي إلى تحقيق التمثيل النسبي من خلال التصويت حسب المرتبة في دوائر متعددة المقاعد (الدوائر الانتخابية). الناخب (صاحب الصوت) لديه صوت واحد يتم تخصيصه أو إعطاءه إلى المرشح الأكثر تفضيلا لديه، ومع بدء العد والمرشحين إما المنتخبين أو القضاء عليها، يتم نقلها إلى مرشحين آخرين وفقا لتفضيلات قال الناخب، بما يتناسب مع أي فائض أو الأصوات المستبعدة. ويمكن أن تختلف طريقة إعادة توزيع الأصوات.